# Macruromys
Macruromys — рід гризунів родини Muridae, ендемічний для Нової Гвінеї (Індонезії та Папуа-Нова Гвінея). Наукова назва складається з грецьких слів makros (великий), oura (хвіст) і mys (миша). Він містить такі види:
- Macruromys elegans
- Macruromys major

## Морфологічна характеристика
Ці гризуни досягають довжини голови та тіла від 15 до 25 сантиметрів, а також хвоста довжиною від 20 до 34 сантиметрів. Верх від жовтувато-сірого до сіро-коричневого кольору, а низ — від білуватого до світло-сірого. Характерними рисами є довгий хвіст і маленькі і дуже просто побудовані моляри.

## Екологія
Мешкають тварини в Новій Гвінеї, місцем їх проживання є гірські ліси до 1800 метрів над рівнем моря. Вони живуть на землі і, ймовірно, харчуються м'якими частинами рослин. В іншому випадку про їхній спосіб життя відомо мало.